# Puerto de Valencia
Puerto de Valencia är en hamn i Spanien.   Den ligger i provinsen Província de València och regionen Valencia, i den östra delen av landet, 300 km öster om huvudstaden Madrid. Närmaste större samhälle är Valencia, 6,0 km nordväst om Puerto de Valencia. 